# Caloblatta bicolor
Caloblatta bicolor är en kackerlacksart som beskrevs av Henri Saussure 1893. Caloblatta bicolor ingår i släktet Caloblatta och familjen småkackerlackor. Inga underarter finns listade.